# Iskitim
Iskitim (rusky Искитим) je město v Novosibirské oblasti v Ruské federaci. Při sčítání lidu v roce 2010 měl přes šedesát tisíc obyvatel.

## Poloha
Iskitim leží v jihovýchodní části Západosibiřské roviny na řece Berdi, pravém přítoku Obu. Od Novosibirska, správního střediska oblasti, je vzdálen přibližně 65 kilometrů jižně.
Přes Iskitim vede ze severu od Berdsku na jih do Altajské republiky silnice zvaná Čujský trakt.

## Dějiny
Iskitim vznikl v roce 1933 jako sídlo zaměstnanců nové cementárny. Městem je od roku 1938.